# البرازيل (فلم 1985)
البرازيل (بالإنجليزية: Brazil) فيلم دراما، وخيال علمي أمريكي بريطاني صدر عام 1985، من إخراج تيري جيليام، كتبه جيليام وتشارلز مكيوون وتوم ستوبارد. الفيلم من بطولة جوناثان برايس ويضم روبرت دي نيرو وكيم جريست. يركز الفيلم على سام لوري، وهو بيروقراطي من رتبة متدنية، يحاول العثور على امرأة تظهر في أحلامه أثناء عمله. ينقد الفيلم التكنوقراطية والبيروقراطية والمراقبة المفرطة والنزعة النقابية ورأسمالية الدولة.
الفيلم لا يدور حول البرازيل، على الرغم من عنوان، ولا تدور أحداثه هناك، ولكن تمت تسميته على اسم الأغنية الرئيسية المتكررة، «أكواريلا دو برازيل Aquarela do Brasil» لآري باروسو، والمعروفة ببساطة باسم «البرازيل» للجماهير البريطانية، كما يؤديها جيف مولداور. لم ينجح الفيلم في إطلاقه الأولي في أمريكا الشمالية على الرغم من نجاحه في أوروبا، ومنذ ذلك الحين أصبح للفيلم طائفة من الجمهور ومن صناع السينما. صوت معهد الفيلم البريطاني في عام 1999، للفيلم في المرتبة 54 كأفضل فيلم بريطاني على الإطلاق، وفي عام 2017، أظهر استطلاع للرأي شمل 150 ممثلًا ومخرجًا وكاتبًا ومنتجًا وناقدًا لمجلة تايم أوت، أنه احتل المرتبة 24 كأفضل فيلم بريطاني على الإطلاق.

## طاقم التمثيل
- جوناثان برايس: في دور سام لوري

- كيم جريست: في دور جيل ليتون

- مايكل بالين: في دور جاك لينت

- كاثرين هيلموند: في دور السيدة إيدا لوري

- إيان هولم: في دور السيد كورتزمان

- بوب هوسكينز: في دور سبور

- إيان ريتشاردسون: في دور السيد وارن

- بيتر فوغان: في دور السيد هلبمان

- روبرت دي نيرو: في دور هاري تاتل

- جيم برودبنت: في دور السيد شافي

- باربرا هيكس: في دور السيدة تيرين

- تشارلز ماكيون: في دور لايم

- ديريك أوكونور: في دور دوسر

- كاثرين بوجسون: في دور شيرلي[5]

## ملخص أحداث الفيلم
تدور الأحداث في دولة شديدة التنظيم والبيروقراطية، حيث تضع الحكومة تدابير متطرفة وعكسية للغاية لتعقب الإرهابيين. يحدث خلل في النظام وتكون النتيجة خلط بين الاسم الأخير للإرهابي هاري تاتل (روبرت دي نيرو) ورجل بريء يدعى باتل (بريان ميللر)، وهكذا، يتم القبض على باتل الذي سرعان ما يتوفى بسبب مشاكل في القلب، بينما يستمر تاتل في التجول بحرية. يبدأ سام لوري (جوناثان برايس) بالتحقيق في الخطأ، وفي الوقت نفسه، يحاول جيل لايتون (كيم جريست)، جار باتل، إبلاغ السلطات بالخطأ، ولكن بسبب البيروقراطية غير الفعالة للغاية. يتخلى سام عن أوهامه وينتهي به الأمر أيضًا ليكون ضحية للإنتاجية المضادة للحكومة.

## استقبال الفيلم
وصف الناقد كينيث توران، من صحيفة لوس أنجلوس تايمز، الفيلم بأنه «أقوى جزء من السينما السياسية الساخرة منذ دكتور سترينجلوف Dr. Strangelove». كانت جانيت ماسلين، من صحيفة نيويورك تايمز، إيجابية للغاية تجاه الفيلم عند صدوره، حيث قالت: «برازيل المخرج تيري جيليام، رؤية مبتذلة وملحوظة بذكاء لمستقبل قاتم للغاية، هي مثال رائع على قوة الكوميديا في التأكيد على الأفكار الجادة، حتى المهيبة منها».
كان الناقد روجر إيبرت أقل حماسًا في صحيفة شيكاغو صن تايمز حيث أعطى الفيلم اثنين من أصل أربعة نجوم وادعى أنه كان "من الصعب متابعته". لقد شعر أن الفيلم يفتقر إلى فهم واثق لأدوار شخصياته في قصة "غارقة في المؤثرات الخاصة المتقنة، والمجموعات المثيرة، والمشاهد المروعة للدمار، والافتقار إلى الانضباط بشكل عام"، كتب إيبرت بشكل إيجابي عن بعض المشاهد، خاصة المشهد الذي ينتقل فيه سام إلى نصف مكتب ويجد نفسه في شد الحبل على مكتبه مع الرجل عبر الحائط. لقد تم تذكيرنا بفيلم شابلن "العصر الحديث"، وذكر أيضًا أن الاقتصاد والبساطة في تشابلن كانت فضائل وليست عدوًا".
منح موقع الطماطم الفاسدة الفيلم تقييم مقداره 98% بناء على آراء 47 ناقد سينمائي، وكتب  الإجماع النقدي للموقع: «البرازيل، هي خيال أورويلي (تدمير رفاهة العيش في المجتمعات الحرة) الخيالي لتيري جيليام، هي كوميديا سوداء جريئة، مليئة بصور غريبة وخيالية».
منح موقع ميتاكريتيك الفيلم تقييم مقداره 84% بناء على آراء 18 ناقد سينمائي.

## الجوائز والتقدير
صنفت شركة «توتال فيلم Total Film» في عام 2004، «البرازيل» في قائمة أفضل 20 فيلمًا بريطانيًا على الإطلاق. أدرج (ريتشارد كورليس وريتشارد شيكل) نقاد أفلام مجلة «تايم» الأمريكية، في عام 2005، فيلم «البرازيل» على قائمة غير مرتبة لأفضل 100 فيلم على الإطلاق.
صوتت القناة الرابعة في عام 2006، لفيلم «البرازيل» كواحد من «50 فيلما لمشاهدتها قبل أن تموت». يحتل فيلم «البرازيل» المرتبة 83 على قائمة مجلة إمباير لأعظم 500 فيلم في كل العصور.
صنفت مجلة «وايرد» الأمريكية فيلم «البرازيل» في المرتبة 5 في قائمتها لافضل 20 فيلم خيال علمي. أدرجت مجلة «انترتينمنت ويكلي» فيلم «البرازيل» في المرتبة السادسة كأفضل مادة خيال علمي تم إصدارها منذ عام 1982، كما صنفت المجلة الفيلم في المرتبة 13 على قائمتها «أفضل 50 فيلم طائفة Cult Films» تم ترشيح الفيلم لجائزتي أكاديمية، لأفضل سيناريو أصلي وأفضل إخراج فني نورمان جاروود، وماجي جراي.
وفقًا لجيليام في مقابلة مع كلايف جيمس في برنامجه على الإنترنت «الحديث في المكتبة»، ذكر انه مندهش لأن فيلمه «البرازيل» يبدو أنه فيلم مفضل لليمين المتطرف في أمريكا.

## وصلات خارجية
- مقالات تستعمل روابط فنية بلا صلة مع ويكي بيانات